# 4157 Izu
4157 Izu eller 1988 XD2 är en asteroid i huvudbältet som upptäcktes den 11 december 1988 av den japanska astronomen Yoshiaki Oshima vid Gekko-observatoriet. Den är uppkallad efter Izuhalvön.
Asteroiden har en diameter på ungefär 21 kilometer och den tillhör asteroidgruppen Adeona.